# Kristina Reynolds

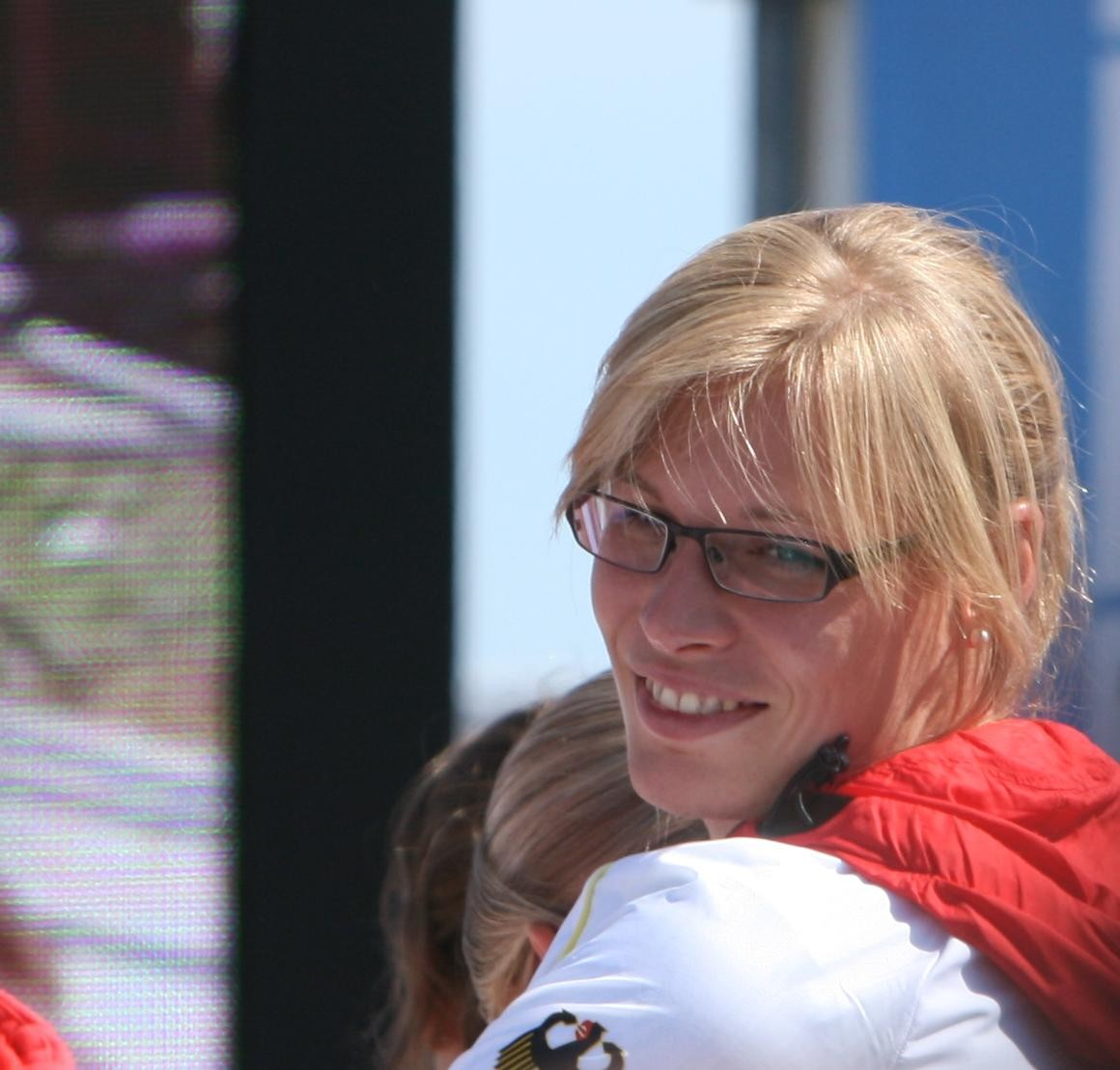
Kristina Reynolds beim Empfang der Olympioniken 2012 in Hamburg

Kristina Joana Reynolds (* 18. Februar 1984 in Hamburg) ist eine deutsche Hockeyspielerin.

## Karriere
In der Hallensaison 2006/2007 wurde sie mit ihrem Verein Harvestehuder THC zum ersten Mal deutsche Meisterin. Im Februar 2008 holte sie mit dem Harvestehuder THC den Europapokal in Prag.
Bei der Europameisterschaft 2007 in Manchester, der Champions Trophy 2008 in Mönchengladbach sowie einigen weiteren Turnieren wurde die Medizinstudentin zur besten Torhüterin des Turniers gewählt. In der deutschen Frauennationalmannschaft spielt Kristina Reynolds zusammen mit Yvonne Frank in der Rotation im Tor, bis sich Kristina Reynolds zum olympischen Turnier 2008 als Nummer 1 durchsetzte und das Turnier spielte.
Im Oktober 2008 musste Kristina Reynolds aufgrund eines Teilabrisses der Bizepssehne in der Schulter operiert werden, wodurch sie ein knappes halbes Jahr pausieren musste. Erst im Februar 2010 kehrte sie in den Nationalmannschaftskader zurück. Im März 2010 entschied Kristina Reynolds sich, die Feldrückrunde nicht bei ihrem Heimatverein in Deutschland zu spielen, sondern für 3 Monate zum Junior FC nach Barcelona (Spanien) zu wechseln.
Nach ihrer Rückkehr aus Spanien spielte sie bis zum Sommer 2013 für Klipper THC in Hamburg. Danach unterbrach sie ihre Hockeylaufbahn bis zum Sommer 2014. Seitdem spielt sie für die 1. Damen des Hamburger Polo Clubs in der 3. Liga mit dem Ziel, an den Olympischen Spielen 2016 in Brasilien teilzunehmen. Bundestrainer Jamilon Mülders berief sie in den Nationalkader für die Champions Trophy, die vom 29. November bis zum 7. Dezember in Argentinien stattfand.

## Erfolge mit der Nationalmannschaft
Erstes Jugendländerspiel: 4. Juli 2001 GER-FRA 18:0 (Hannover)
- 2002: 4-Nationen-Osterturnier U18 (Eindhoven, Niederlande)
- 2002: 1. Platz 1. Europameisterschaft U18 (Rotterdam, Niederlande)
- 2004: 2. Platz 12. Europameisterschaft U21 (Dublin, Irland)
- 2005: 2. Platz FIH-4-Nationen-Turnier (Wujin, China)
- 2005: 2. Platz 5. Juniorinnen-Weltmeisterschaft (Santiago de Chile)

- 36 Jugend-Länderspiele
A-Länderspiel-Debüt: 20. Januar 2006 GER-SCO 6:2 Hallen-EM (Eindhoven, Niederlande)
- 2006: 1. Platz 13. Hallen-Europameisterschaft Damen (Eindhoven, Niederlande)
- 2006: 1. Platz 14. Champions Trophy (Amstelveen, Niederlande)
- 2006: 8. Platz 11. Weltmeisterschaft (Madrid, Spanien)
- 2007: 3. Platz 15. Champions Trophy (Quilmes, Argentinien)
- 2007: 1. Platz 8. Europameisterschaft Damen (Manchester, England)
- 2008: 1. Platz 14. Hallen-Europameisterschaft Damen (Almería, Spanien)
- 2008: 2. Platz 16. Champions Trophy (Mönchengladbach, Deutschland)
- 2008: 4. Platz 29. Olympische Spiele (Peking, China)
- 2010: 4. Platz 18. Champions Trophy (Nottingham, England)
- 2010: 4. Platz 12. Weltmeisterschaft (Rosario, Argentinien)
- 2011: 2. Platz 10. Europameisterschaft (Mönchengladbach, Deutschland)
- 2012: 4. Platz 20. Champions Trophy (Rosario, Argentinien)

- Bisher 120 A-Länderspiele (Stand: 5. August 2016)

## Auszeichnungen
Bei den Olympischen Sommerspielen 2016 in Rio gehörte sie der deutschen Damen Hockeymannschaft an und gewann mit ihr die Bronzemedaille. Dafür erhielt sie am 1. November 2016 mit der Mannschaft das Silberne Lorbeerblatt.